# Puiseux-le-Hauberger
Puiseux-le-Hauberger település Franciaországban, Oise megyében. Lakosainak száma 859 fő (2022. január 1.). Puiseux-le-Hauberger Dieudonné, Fresnoy-en-Thelle, Neuilly-en-Thelle és Bornel községekkel határos.

## Népesség
A település népességének változása:
| Lakosok száma | 832  | 838  | 855  | 851  | 857  | 852  | 845  | 841  | 859  |
|               | 2013 | 2015 | 2016 | 2017 | 2018 | 2019 | 2020 | 2021 | 2022 |